# Jerzy Świteńki
Jerzy Świteńki (ur. 8 lutego 1960 w Starych Bogaczowicach) – polski prawnik, sędzia i adwokat, w latach 1990–1993 wojewoda wałbrzyski.

## Życiorys
Ukończył w 1983 studia na Wydziale Prawa i Administracji Uniwersytetu Wrocławskiego, po których odbył aplikację sądową. Pracował jako asesor sądowy, następnie orzekał jako sędzia Sądu Rejonowego w Wałbrzychu. W 1994 rozpoczął praktykę adwokacką w ramach prywatnej kancelarii prawnej.
W latach 1990–1993 sprawował urząd wojewody wałbrzyskiego. W 1998 został dyrektorem generalnym Ministerstwa Sprawiedliwości, pełnił tę funkcję do 2000. Powrócił następnie do pracy w zawodzie adwokata w ramach kancelarii prawnej w Wałbrzychu.
W latach 1994–2005 należał do Unii Wolności, kierował regionem wałbrzyskim tego ugrupowania.
Odznaczony Srebrnym Krzyżem Zasługi (1998), jest członkiem honorowym Rotary Club Świdnica-Wałbrzych.